# Teminius insularis
Teminius insularis is een spinnensoort in de taxonomische indeling van de spoorspinnen (Miturgidae).
Het dier behoort tot het geslacht Teminius. De wetenschappelijke naam van de soort werd voor het eerst geldig gepubliceerd in 1857 door Hippolyte Lucas.